# 天龍平岡中継局
天龍平岡中継局（てんりゅうひらおかちゅうけいきょく）は、長野県下伊那郡天龍村に置かれているNHK長野FMの中継局である。
2011年7月24日まではアナログテレビの中継局も設置していた。

## 概要
- 所在地：長野県下伊那郡天龍村平岡（狐塚）

### アナログテレビ放送
| 放送局名    | チャンネル | 空中線電力        | ERP            | 放送対象地域 | 放送区域内世帯数 |
| NHK長野総合 | 52ch       | 映像3W /音声0.75W | 映像-W /音声-W | 長野県       | -                |
| NHK長野教育 | 50ch       | 映像3W /音声0.75W | 映像-W /音声-W | 全国         | -                |
| SBC信越放送 | 54ch       | 映像3W /音声0.75W | 映像-W /音声-W | 長野県       | -                |
| NBS長野放送 | 56ch       | 映像3W /音声0.75W | 映像-W /音声-W | 長野県       | -                |

- TSB及びabnは当地に中継局を設置しなかったため、共聴もしくはケーブルテレビに加入しなければ視聴する事が出来なかった。

### FMラジオ
| 放送局名  | 周波数  | 空中線電力 | ERP | 放送対象地域 | 放送区域内世帯数 |
| NHK長野FM | 85.9MHz | 3W         | -W  | 長野県       | -                |

## デジタル放送について
- 共聴もしくはケーブルテレビの加入をする事になる[1]。
- そのため、2011年7月24日をもってテレビ中継局は廃局となった。